# Dalwhinnie (Whiskybrennerei)

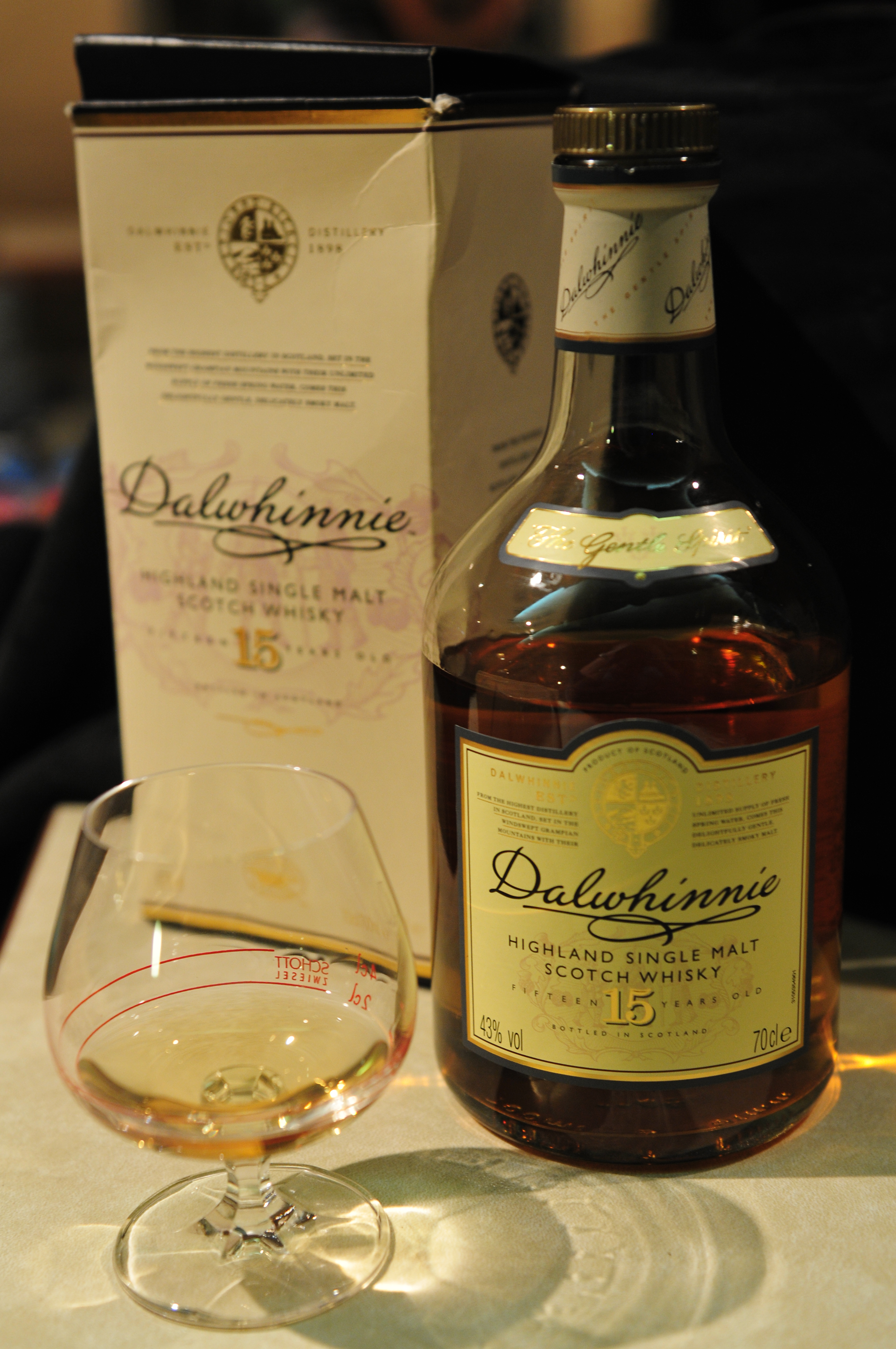

Die Dalwhinnie-Destillerie ist eine Destillerie in Schottland. Sie liegt in Dalwhinnie, Inverness-shire, Schottland. Die Brennereigebäude sind in den schottischen Denkmallisten in die Kategorie B einsortiert. Die Destillerie gehört zum Diageo-Konzern.

## Geschichte
Dalwhinnie wurde 1897 von John Grant, George Sellar und Alexander Mackenzie unter dem Namen Strathspey gegründet. Die Kosten beliefen sich auf 10.000 Pfund. Im Februar 1898 begann die Produktion.
Schon nach ein paar Monaten gerieten die drei aber in finanzielle Probleme, und im November 1898 übernahmen John Sommerville & Co. sowie A P Blyth & Sons die Brennerei. Sie benannten sie in Dalwhinnie um und beauftragten Charles Chree Doig mit einigen Veränderungen an der Destille.
1905 erwarben Cook & Bernheimer, damals Amerikas größte Distiller, Dalwhinnie in einer Auktion. Dies war das erste Mal, dass eine ausländische Gesellschaft in den Besitz einer schottischen Brennerei gelangte.
1919 kauften MacDonald Greenlees & Williams Ltd. angeführt von Sir James Calder die Brennerei. Diese Firma wurde wiederum 1926 von der Distillers Company Limited (DCL) übernommen und 1930 an dere Tochtergesellschaft Scottish Malt Distillers (SMD) übergeben.
Im Februar 1934 zerstörte ein großes Feuer Dalwhinnie fast vollständig. Die Brennerei wurde erst 1938 wieder in Betrieb genommen.
1968 wurden die Malting Floors geschlossen. 1986 erfolgte eine komplette Renovierung von Dalwhinnie.
1991 wurde ein Besucherzentrum gebaut. 2023 betrug die Besucherzahl etwa 55.000 Personen. Von 1992 bis zu ihrer Wiedereröffnung im März 1995 wurde die Brennerei für 3,2 Millionen Pfund renoviert und blieb während dieser Zeit geschlossen.

## Produktion
Das Wasser der zur Region Highlands gehörenden Brennerei stammt aus dem Allt an t’Sluie. Das Malz kommt von den United Distillers-Mälzereien in Burghead und Roseisle. Die Brennerei verfügt über einen Maischbottich (6,8 Tonnen) aus Edelstahl und sechs Gärbottiche (je 34.000 l), wovon fünf aus sibirischer Lärche und einer aus Oregonkiefer (Douglasie) besteht. Destilliert wird in einer wash still (17.000 l) und einer spirit still (14.000 l) die durch Dampf erhitzt werden.
Dalwhinnie verfügt über ein Besucherzentrum und kann besichtigt werden.

## Abfüllungen
Dalwhinnie gehört zu den Classic Malts von United Distillers (mittlerweile im Diageo Konzern aufgegangen). In der Serie gibt es einen 15-jährigen Single Malt. Darüber hinaus gibt es die Distillers Edition, bei der der Dalwhinnie am Ende seiner Lagerzeit einige Monate in Oloroso Sherry Fässern reift.